# Антонов-Романовский, Всеволод Васильевич
Всеволод Васильевич Антонов-Романовский (25 февраля 1908, Льеж, Бельгия — 1 октября 2006) — советский физик, награждён золотой медалью имени С. И. Вавилова

## Биография
Всеволод Антонов-Романовский родился 25 февраля 1908 года в Льеже (Бельгия) в семье революционеров. Отец — Василий Григорьевич Антонов. В 1908 году по совету Луначарского семья перебралась в Италию и жила там до 1917 года. Осенью 1917 года вернулись в Россию. В 1920—1922 годах Антонов-Романовский жил в Чите, Владивостоке, так как отец был одним из руководителей Дальневосточной республики (ДВР). Затем вновь проживал за границей, где на различных должностях работал отец.
С 1924 года жил у родственников в городе Щигры Курской области, где в 1925 году окончил школу. В 1926 году поступил на физико-математический факультет МГУ, специальность «теоретическая физика», который окончил в ноябре 1930 года. В 1929 году при сдаче практикума по физике познакомился с С. И. Вавиловым. После окончания университета вместе со своими бывшими однокурсниками В. А. Фабрикантом, Владимиром Морозовым, Виктором Гинзбургом, Валентином Пульвером получил распределение в светотехническую лабораторию Московского электротехнического института. В 1930 году опубликовал свою первую научную работу.
С 1932 по 1933 год Антонов-Романовский работал в НИИФ МГУ. С 1933 по 1936 год учился в аспирантуре НИИФ МГУ, тема диссертации: «Закон затухания фосфоров».
Из письма С. И. Вавилова академику Н. П. Горбунову:

<…> Я имел возможность следить за работой и развитием Антонова в течение 6 лет и могу констатировать, что из него выработался хороший физик экспериментатор
с самостоятельной теоретической мыслью и инициативой и умением рационально экспериментировать. Такой физик очень нужен Лаборатории фосфоресценции Физического института АН, являющейся единственной лабораторией по этому вопросу в СССР. <…>

С 1936 по 1940 год — в докторантуре ФИАН, тема диссертации: «Механизм свечения фосфоров». С 1935 года работал в ФИАНе, с 1940 по 1981 год в должности старшего научного сотрудника, затем в должности старшего научного сотрудника-консультанта. В годы войны — в эвакуации в Казани, совместно с В. Л. Левшиным, З. Л. Моргенштерн и З. А. Трапезниковой наладил производство инфракрасных биноклей БИ-8 и БИ-12. Совместно с И. Б. Кеирим-Маркусом разработал дозиметры гамма-излучения, которые в дальнейшем использовались при первых космических полетах. В 1950-х годах в соавторстве с Б. И. Степановым, М. В. Фоком и И. П. Хапалюком опубликовал статью «Выход люминесценции системы с тремя уровнями энергии», в которой было описано открытое явление, получившее наименование «отрицательная люминесценция». В 1966 году опубликовал монографию «Кинетика фотолюминесценции кристаллофосфоров».
После сильного сердечного приступа начал бегать, причем сначала на небольшие расстояния, а потом и от дома до работы, когда суммарный пробег приблизился к 40 тыс. км, сотрудники института устроили торжественный финиш. В сумме пробежал более 100 тыс. км.
В 70 лет покорял Памир с рюкзаком весом 35 кг.

## Награды
- Орден Трудового Красного Знамени
- Медаль «За трудовую доблесть» (1945)
- Сталинская премия II степени (1952)
- Орден «Знак Почёта» (1953)
- Медаль «За доблестный труд в Великой Отечественной войне 1941—1945 гг.»
- Премия имени Л. И. Мандельштама (совместно с В. Л. Левшиным, З. Л. Моргенштерн и З. А. Трапезниковой, в 1947 году) — за исследование фосфоров, чувствительных к инфракрасным лучам
- Золотая медаль имени С. И. Вавилова (1985) — за работы по рекомбинационной люминесценции твердого тела